# Year of the Dog... Again
Year of the Dog... Again è il sesto album del rapper DMX uscito nell'agosto del 2006. Contiene i singoli We in Here con Swizz Beatz. Lord Give Me a Sign con la produzione di Scott Storch e Come Thru Con Busta Rhymes.

## Tracce
1. Intro
2. We In Here
3. I Run Shit (feat. Big Stan)
4. Come Thru (Move) (feat. Busta Rhymes)
5. It's Personal (feat. Styles P & Jadakiss)
6. Baby Motha (feat. Janyce)
7. Dog Love (feat. Amerie & Janyce)
8. Wrong or Right? (I'm Tired) (feat. Bazaar Royale)
9. Give 'Em What They Want
10. Walk These Dogs (feat. Kashmir)
11. Blown Away (feat. Janyce & Jinx)
12. Goodbye
13. Life Be My Song
14. The Prayer VI
15. Lord Give Me a Sing